# Преса у Швеції
Преса в Швеції — історія шведської преси почалася у 1645 році, коли була заснована перша в Швеції газета «швед. Ordinari Post Tijdender», що існує і донині під назвою «швед. Post-och Inrikes Tidningar».
- З 1791 р. видання цієї газети має привілейоване місце у Шведській академії. Раніше для періодичного видання було потрібно отримати особливий королівський дозвіл, до того ж сам друкований орган залишався підцензурним, як і всі інші друковані видання.
- У 1812 р. був прийнятий закон про свободу друку, який увійшов у число чотирьох основних законів Швеції. Закон визначив докладні правила щодо прав видавництва і пов'язаної з ними відповідальності: винні в порушенні цих правил підсудні судові присяжних. Право видавати друкований орган було надано кожному, хто «не був покараний згідно з судовим рішення за злочин або оголошений не гідним вести мову за інших», під умовою отримання заяви про це від Міністерства юстиції Швеції.
- Станом на 1899 р. у Швеції діяло 754 органів періодичної пресі, з них 331 газета (43 видавалися в Стокгольмі, з них 12 щоденних). Провінційна преса, яка до 1850 р. була представлена лише однією газетою, мала їх тепер 40. Деякі газети видавалися накладом до 100000 примірників.

| Прапор Швеції | Це незавершена стаття про Швецію. Ви можете допомогти проєкту, виправивши або дописавши її. |